# Parapterois heterura
Parapterois heterura, o blackfoot firefish, é uma espécie de peixe marinho pertencente à família Scorpaenidae, os escorpiões. É amplamente distribuído na costa sudeste da África, bem como no Japão e na Indonésia, onde geralmente é encontrado em baías costeiras abrigadas com um fundo macio, como areia fina ou lama. É encontrado em profundidades que variam de 40 to 300 m (130 to 980 ft). Esta espécie é um peixe sedentário e pode até se enterrar no substrato. P. heterura pisca suas barbatanas peitorais de cores vivas para assustar os predadores e escapar, mas também pode usar essas barbatanas para encurralar a presa. Esse comportamento foi demonstrado em outros peixes-leão. Esta espécie pode ser encontrada no comércio de aquários.

## Taxonomia
Parapterois heterura foi formalmente descrito pela primeira vez como Pterois heterurus em 1856 pelo médico holandês, herpetólogo e ictiólogo Pieter Bleeker com a localidade tipo dada como Ilha Ambon.  É a espécie tipo do gênero Parapterois que Bleeker descreveu em 1876.  Algumas autoridades consideram que a população no sudoeste do Oceano Índico, que foi descrita como Pterois nigripinnis pelo ictiólogo sul-africano nascido na Escócia John Dow Fisher Gilchrist em 1904 da foz do rio Ohlanga em KwaZulu-Natal na África do Sul, é uma espécie válida Parapterois nigripinnis. O nome específico heterura significa "cauda diferente" uma alusão à cauda longa e alargada com o raio superior tendo uma extensão filamentosa.

## Descrição
Parapterois heterura cresce até um comprimento máximo de 38 cm (15 in), no entanto, a maioria dos espécimes são muito menores do que isso e os adultos geralmente têm cerca 11 cm (4.3 in) de comprimento. A barbatana dorsal deste peixe tem treze espinhos com longos filamentos nas pontas e nove raios moles. As barbatanas anais têm dois espinhos e sete a oito raios moles. Os raios externos da nadadeira caudal também possuem extensões filamentosas.
Parapterois heterura é muito semelhante em aparência ao Parapterois macrura. As duas espécies diferem pelo fato de P. heterura ter escamas em um buraco entre as narinas posteriores, enquanto P. macrura não (exceto por uma população de P. heterura encontrada nas costas da Índia Ocidental, África do Sul e Moçambique, que pode ser uma espécie diferente). Essas espécies não diferem muito na espinha da barbatana, raio da barbatana, contagem de rastros branquiais e na maioria das proporções do corpo. Suas diferenças estão em uma pequena diferença nas proporções da cabeça. Além disso, em adultos, a margem superior do olho de P. heterura está abaixo da base do primeiro espinho da nadadeira dorsal, enquanto está acima em P. macrura (esta característica não é consistente em juvenis, nos quais a margem do olho pode ser abaixo em ambas as espécies).

## Distribuição
Este peixe parece ter dois intervalos separados. Um fica na costa de Natal, no sudeste da África, e o outro, no Indo-Pacífico central, abrangendo Japão, Indonésia, Nova Guiné e Austrália.

## Comportamento
Parapterois heterura é em grande parte noturno e pode se enterrar parcialmente no substrato durante o dia, tornando-o difícil de detectar. As barbatanas peitorais de cores vivas são alargadas se o peixe for perturbado e podem assustar os predadores, mas seu principal objetivo parece ser ajudar a encurralar a presa durante a caça. Este peixe se alimenta de pequenos peixes e invertebrados que vivem no fundo.